# Knud Henriksson
Knud Henriksson (dänisch: Knud Henriksen) († 12. März 1162) war ein dänischer Herzog aus dem Haus Estridsson.

## Leben
Seine Eltern waren der dänische Prinz Henrik Skadelår und dessen Frau Ingrid Ragnvaldsdatter, Tochter des schwedischen Königs Ragnvald. Als 1146 der große Thronstreit ausbrach, schloss er sich Knut Magnusson an und wurde von ihm als Herzog über Sønderjylland eingesetzt, verlor die Herrschaft aber an Waldemar, dem späteren König Waldemar dem Großen. Diesem hatte König Sven Eriksen Grate diese Herrschaft zuerkannt. Kurz vor seiner Alleinherrschaft 1157 machte Waldemar seinen früheren Feind zum Herzog über Jylland und ehrte auch dessen Bruder Buris, obgleich er kein volles Vertrauen in ihn hatte.
Im Nekrologium des Klosters Løgum (im Abild Sogn) wird sein Todestag mit dem 12. März angegeben. Da Buris sich im Stiftungsbrief für das Kloster Tvis vom März 1263 als Herzog bezeichnet und den plötzlichen Tod seines Bruders erwähnt, muss Knud am 12. März des Vorjahres, also 1262 gestorben sein.